# A Pobra de Trives
A Pobra de Trives là một đô thị trong tỉnh Ourense, thuộc vùng Galicia ở tây bắc Tây Ban Nha.

## Giáo khu
- Barrio (San Xoán)
- O Castro (San Nicolao)
- Cotarós (Santiago)
- Cova (Santa María)
- A Encomenda (Santo Antonio)
- Mendoia (Nosa Sra. da Concepción)
- Navea (San Miguel)
- Pareisás (Santo Antonio)
- Pena Folenche (Santa María)
- Pena Petada (Santo Estevo)
- Piñeiro (San Sebastián)
- A Pobra de Trives (Sto. Cristo da Misericordia)
- San Lourenzo de Trives (San Lourenzo)
- San Mamede de Trives (San Mamede)
- Sobrado (San Salvador)
- Somoza (San Miguel)
- Trives (Santa María)
- Vilanova (Santa María)
- Xunqueira (San Pedro)